# Família Du Catira
A Família Du Catira é uma associação tradicionalista caipira, originária da cidade de Itapevi, em São Paulo. O grupo foi fundado pelo tropeiro Carlos Eduardo da Silva, em 2018, com o propósito de preservar e incentivar tradições folclóricas do estado de São Paulo, através de apresentações de dança catira. A família está ativa desde 1958, promovendo também encontros de Folia de Reis.
Em 2020, o grupo foi reconhecido pela Organização Internacional de Artes Folclóricas (IOV), promovida pela UNESCO, como patrimônio cultural imaterial, por conservar e promover a arte popular e a cultura folclórica. Em 2025, foi indicado ao Prêmio Inezita Barroso, realizado pela Assembleia Legislativa do Estado de São Paulo.